# Văl de tâmplă
Vălul de tâmplă este un obiect de cult, care constă dintr-o draperie, cu dimensiuni și forme variabile, fie pătrată, fie dreptunghiulară, brodat cu diferite reprezentări iconografice și simbolice. Vălurile de tâmplă sunt dispuse dispuse în părțile inferioare și superioare ale tâmplei, având rolul de a acoperi spațiile goale de deasupra icoanelor și de a închide spațiul ușilor altarului. Funcție de destinația lor, vălurile de tâmplă se împart în două mari categorii: dvere și zavese. 

## Vezi și
- Dveră
- Zavesă